# Jaskinnica zmienna
Jaskinnica zmienna (Speleomantes ambrosii) – gatunek płaza ogoniastego z rodziny bezpłucnikowatych. Występuje we włoskich prowincjach La Spezia i Massa-Carrara, gdzie zasiedla tereny zalesione oraz obszary kamieniste. Dorasta do 12,3 cm długości i cechuje się zmiennym ubarwieniem. Gatunek krytycznie zagrożony (CR) w związku z dużym prawdopodobieństwem wyginięcia (>50% w ciągu najbliższych 15–30 lat) spowodowanym  infekcjami patogenicznego grzyba Batrachochytrium salamandrivorans.

## Pozycja taksonomiczna
Wyróżnia się dwa podgatunki – S. ambrosii ambrosii i S. ambrosii bianchii, który być może stanowi osobny gatunek.

## Wygląd
Samce dorastają do 11,6 cm długości, a samice do 12,3 cm. Głowa widziana z góry jest owalna, pysk zaokrąglony, występuje lekki nagryz pionowy. Występuje 13 bruzd międzyżebrowych. Kończyny dobrze rozwinięte – kończyny tylne nieco dłuższe od przednich. Na stopach kończyn przednich znajdują się 4, a na stopach tylnych 5 spłaszczonych palców. Ubarwienie zmienne – kolor podstawowy od jasnobrązowego do czarnego.

## Zasięg występowaniai siedlisko
Występuje we włoskich prowincjach La Spezia i Massa-Carrara, gdzie spotykany jest na wysokościach 0 – 2300 m n.p.m. Introdukowany również we francuskich Pirenejach przy granicy z Hiszpanią. Zasiedla tereny zalesione oraz obszary kamieniste, takie jak szczyty gór, klify, jaskinie. Jaja składane są na ziemi, występuje rozwój prosty.

## Status i ochrona
Międzynarodowa Unia Ochrony Przyrody (IUCN) od 2022 roku klasyfikuje jaskinnicę zmienną jako gatunek krytycznie zagrożony (CR); wcześniej uznawała ją za gatunek bliski zagrożenia (NT). Status zmieniono, gdyż modele matematyczne wykazują, że szansa na wyginięcie spowodowana infekcją patogenicznego grzyba Batrachochytrium salamandrivorans w ciągu następnych 3 pokoleń (15–30 lat) wynosi ponad 50%. Mimo że sam gatunek nie był przebadany pod kątem podatności na infekcje B. salamandrivorans, testy laboratoryjne wykazały, że spokrewnione gatunki jaskinnica sardyńska (Speleomantes geneii) oraz jaskinnica francuska (S. strinatii) są bardzo wrażliwe na infekcje tego gatunku grzyba. Na obszarze występowania jaskinnica zmienna występuje natomiast powszechnie. Gatunkowi temu zagrażać może miejscowa utrata środowiska, wydobycie marmuru (głównie dla wschodnich subpopulacji), zmiana klimatu oraz odłów w celach hodowlanych. S. ambrosii występuje na obszarach chronionych takich jak Park Narodowy Cinque Terre czy Parco Naturale delle Alpi Apuane w Alpach Apuańskich. Gatunek ten znajduje się w załączniku II konwencji berneńskiej (gdzie widnieje jako jaskinnica włoska – S. italicus) oraz w załączniku IV dyrektywy siedliskowej Unii Europejskiej. W ochronie płaza pomóc mogą badania nad biologią B. salamandrivorans.